# 高要区
高要区（こうようく）は中華人民共和国広東省肇慶市に位置する市轄区。

## 歴史
前111年（元鼎6年）、前漢により高要県が設置された。1993年9月に県級市に昇格した。2015年4月28日、市轄区の高要区に改編され現在に至る。

## 行政区画
下部に1街道、16鎮を管轄する
- 街道
  - 南岸街道
- 鎮
  - 河台鎮、楽城鎮、水南鎮、禄歩鎮、小湘鎮、大湾鎮、新橋鎮、白諸鎮、蓮塘鎮、活道鎮、蛟塘鎮、回竜鎮、白土鎮、金渡鎮、金利鎮、蜆崗鎮

## 交通
- 三茂線

## 出身者
- 陳煥章 - 清末民初の思想家・社会活動家。孔教の信奉者。
- （梁寒操）：歴史家、教育者、そして広東省の文化と歴史の創始者でもあります。
- 梁素琴：香港の有名な広東オペラ女優
- Joshua wong ch ifung（（黃之鋒）：香港の男性政治家